# Folk rock
Folk rock – styl w muzyce rockowej będący połączeniem muzyki folkowej oraz rockowej. Ma wszystkie cechy folku, grany jest jednak w sposób bardziej agresywny i z użyciem elektrycznych oraz elektronicznych instrumentów. Współcześnie granice pomiędzy stylami folk i folk rock zacierają się. Zapoczątkowany w Stanach Zjednoczonych w latach 60., szybko zyskał popularność wśród europejskich muzyków.
Do najbardziej znanych wykonawców tego nurtu zaliczają się: Patrick Wolf, The Byrds, Blackmore’s Night, Bob Dylan, Neil Young, Flogging Molly, Roy Harper, Tim Buckley, Nick Drake, Fairport Convention, Pentangle, The Ukrainians, Incredible String Band, Paul Simon, The Pogues, The Waterboys, Leonard Cohen, James Blunt, Hedningarna (neofolk), Garmarna, The Hooters. Polscy przedstawiciele gatunku:Emerald, Matelot, Orkiestra Samanta, Mordewind, , Jak Wolność To Wolność, Rzepczyno, Shannon, The Bumpers, Żywiołak, Kapela „Pieczarki”.